# Cleo de la 5 la 7
Cleo de la 5 la 7 (titlul original: în franceză Cléo de 5 à 7) este un film de comedie dramatică franco-italian, realizat în 1962 de regizorul Agnès Varda, protagoniști fiind actorii Corinne Marchand, Dominique Davray, José Luis de Vilallonga, Michel Legrand și Dorothée Blanck. 
Este considerat unul dintre filmele clasice ale Noului val francez.

## Rezumat
La Paris, într-o miercuri, la ora 5 după-masa: Cleo, o tânără cântăreață de chanson, vizitează o ghicitoare care îi prezice o soartă rea. Ea reacționează agitată pentru că de două zile așteaptă cu nerăbdare diagnosticul medicului ei. Admirată de mulți pentru frumusețea și succesul ei, Cleo crede că are cancer. După ce a vizitat-o pe ghicitoare, se întâlnește cu menajera Angèle într-o cafenea, care încearcă să-i aline grijile. Angèle o însoțește apoi la un magazin de pălării, unde Cleo cumpără o pălărie dintr-un capriciu. Ele iau apoi un taxi spre casă, unde Cleo este puțin iritată de șoferița de taxi care vorbește prea mult despre pericolele slujbei ei.
Acasă Cleo reușește să-și revină. Iubitul ei José trece scurt pe la ea, dar nu îi ia în serios grijile și trebuie să plece urgent la următoarea întâlnire de afaceri. Puțin mai târziu apar compozitorul ei Bob și textierul Plumitif, care îi prezintă câteva cântece noi. După ce cântă o melodie tristă, nu mai suportă și evadează din apartament în oraș.
Cleo se plimbă contemplând viața pariziană. Într-o cafenea își alege unul dintre propriile cântece din tonomat și bea un rachiu ascultându-l. Apoi o ia de la serviciu pe prietena ei Dorothée, care lucrează ca model nud în fața unor cursanți la sculptură, și iau o geantă plină cu role de film în mașina soțului lui Dorothée și merg la cinematograful unde lucrează soțul lui Dorothée și urmăresc o parte dintr-un film de comedie mută. Dorothée având o programare, fetele pleacă cu un taxi, iar Cleo continuă drumul spre Parcul Montsouris recomandat de Dorothée.
În parc Cleo face o plimbare până la o mică cascadă unde este abordată de un bărbat ciudat pe nume Antoine, care o atrage într-o conversație. Cleo îi spune despre suspiciunile și temerile ei. Antoan îi spune că este soldat și că în seara aceea trebuie să plece la datorie, în Algeria. Se hotărăsc să meargă cu autobuzul împreună la doctorul lui Cleo și apoi la gară. Când ajung la spital, doctorul pare să nu mai fie acolo. Cleo vrea să-l caute. Se plimbă prin grădina spitalului și se bucură de natură. În acest moment de fericire, doctorul ajunge cu mașina și confirmă suspiciunile lui Cleo că vor trebui să urmeze două luni de chimioterapie. Liniștită de toate evenimentele zilei, Cleo spune la final, în ciuda diagnosticului: „Sunt fericită”. Acum este șase și jumătate, iar ultima jumătate de oră până la 7 rămâne ascunsă spectatorului.

## Distribuție
În ordinea apariției pe ecran

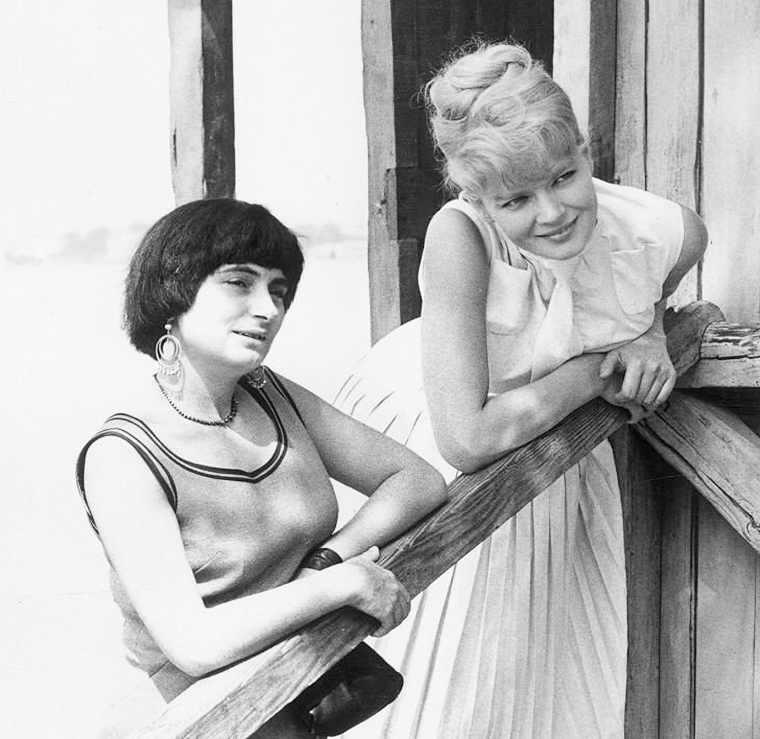
Agnès Varda și Corinne Marchand în 1962 la Festivalul de Film de la Veneția

- Corinne Marchand – Florence, zisă „Cleo”
- Loye Payen – Irma, ghicitoarea în cărți
- Dominique Davray – Angèle, menajera lui Cleo
- Jean Champion – patronul cafenelei
- Jean-Pierre Taste – chelnerul de la cafenea
- Renée Duchateau – vânzătoarea de pălării
- Lucienne Marchand – la conductrice du taxi
- José Luis de Vilallonga – José, iubitul lui Cleo
- Michel Legrand – Bob
- Serge Korber – Maurice, zis „Plumitif”
- Dorothée Blanck – Dorothée, amica lui Cleo
- Raymond Cauchetier – Raoul, iubitul lui Dorothée
- Antoine Bourseiller – Antoine, soldatul întâlnit în parc
- Robert Postec – doctorul Valineau

## Culise
Comedia mută (Les Fiancés du pont Macdonald) care apare ca film în film are aproximativ trei minute și include multe chipuri proeminente:
Anna Karina și Jean-Luc Godard joacă cuplul logodit, în timp ce Émilienne Caille (ca versiunea brunetă a Annei Karina), Eddie Constantine (omul cu furtunul de stropit), Sami Frey (omul de la pompe funebre), Georges de Beauregard (șoferul de la pompe funebre), Danièle Delorme (vânzătoarea de flori), Yves Robert (vânzătorul de batiste), Alan Scott (marinarul) și Jean-Claude Brialy (șoferul de ambulanță) pot fi văzuți în alte roluri. 
Comedia mută conține aluzii la marii istoriei filmului precum Buster Keaton sau Keystone Kops, dar exprimă și imaginea de sine a realizatorilor din Noului val francez și are paralele cu intriga principală din Cleo.

### Filmul burlesc mut:Les Fiancés du pont Macdonald
- Anna Karina – logodnica
- Jean-Luc Godard – logodnicul
- Émilienne Caille – mireasa în negru
- Eddie Constantine – stropitorul
- Sami Frey – omul de la pompe funebre
- Georges de Beauregard – șoferul
- Danièle Delorme – vânzătoarea de flori
- Yves Robert – vânzătorul de țesături
- Alan Scott – marinarul
- Jean-Claude Brialy – infirmierul

## Melodii din film
- La Belle Putain
- La Menteuse
- La Joueuse
- Sans Toi

Pentru toate cântecele: muzica de Michel Legrand, text de Agnès Varda, interpretat de Corinne Marchand

## Premii și nominalizări
- 1962 Palme d'Or
  - Nominalizare pentru filmul Cleo de la 5 la 7, regia Agnès Varda
- 1963 Prix Méliès Filmul a primit Premiul Méliès pentru cel mai bun film francez al anului de către Association Française de la Critique de Cinéma.
- 1963 Prix FIPRESCI